# Leninsky (huyện của Tula)
Huyện Leninsky (tiếng Nga: ? райо́н) là một huyện hành chính tự quản (raion), của Tỉnh Tula, Nga. Huyện có diện tích 1326 kilômét vuông, dân số thời điểm ngày 1 tháng 1 năm 2000 là 65700 người. Trung tâm của huyện đóng ở Leninsky.